# Милвил (Делавер)
Милвил (енгл. Millville) град је у Округу Сасекс у америчкој савезној држави Делавер. По попису становништва из 2010. у њему је живело 544 становника

## Демографија
| Група             | 2000.       | 2010.       |
| Белци             | 250 (96,5%) | 463 (85,1%) |
| Афроамериканци    | 0 (0,0%)    | 13 (2,4%)   |
| Азијати           | 0 (0,0%)    | 4 (0,7%)    |
| Хиспаноамериканци | 2 (0,8%)    | 57 (10,5%)  |
| Укупно            | 259         | 544         |